# Az évtized dalai – Közérzeti dalok
A Közérzeti dalok a Republic tematikus válogatásalbuma, az 1999-ben kiadott Az évtized dalai sorozat harmadik és egyben utolsó része.
A sorozat további részei a Szerelmes dalok és a Népi-zenei dalok.

## Dalok
Valamennyi dal Cipő szerzeménye, kivéve, ahol a szerzőséget feltüntettük.
1. Neked könnyű lehet (eredetileg Indul a mandula!!!, 1991; újra felvéve: 1999)
2. Húzd barom, húzd (Tóth Zoltán–Bódi László) (eredetileg Hoppá-Hoppá!!!, 1991; újra felvéve: 1999)
3. Megyek a sorban (Tóth Zoltán–Bódi László) (Hoppá-Hoppá!!!, 1991)
4. Jó reggelt kívánok (eredetileg Hoppá-Hoppá!!!, 1991; újra felvéve: 1999)
5. Furcsa magasban (Tüzet viszek, 1995)
6. Feljön a nap az égen[1] (Tóth Zoltán–Bódi László) (Üzenet, 1998)
7. Gyerek vagyok (Hoppá-Hoppá!!!, 1991)
8. Szállj el kismadár (Tüzet viszek, 1995)
9. Megsimogatná arcomat (Én vagyok a világ, 1992)
10. Könnyek helyett[1] (Boros Csaba–Bódi László) (Üzenet, 1998)
11. Valahogy másképp történt meg (Hahó öcsi!!!, 1993)
12. Vigyetek el engem is (Disco, 1994)
13. Utánam srácok!!! (Disco, 1994)
14. Adj erőt és adj időt[2] (Igen, 1996)
15. „16 tonna” fekete szén[1] (Üzenet, 1998)
16. Harmadik háború (Zászlók a szélben, 1997)
17. Repül a bálna (eredetileg Indul a mandula!!!, 1991; újra felvéve: 1999)
18. Ez a ház csupa szeretet[2][3] (A Cipő és a Lány – Amsterdam, 1995)
19. Csak az emlék marad (Zászlók a szélben, 1997)
20. Tudom, hogy mindent látsz (új dal, 1999)

## Közreműködtek
- Tóth Zoltán – Gibson T1 gitár, akusztikus gitár, zongora, vokál
- Patai Tamás – Fender Stratocaster gitár, vokál
- Nagy László Attila – Premier dobok, ütőhangszerek, vokál
- Boros Csaba – Rickenbacker 4001 basszusgitár, vokál
- „Cipő” – ének, zongora

valamint az eredeti felvételeken közreműködő előadók.

## Toplistás szereplése
Az album önmagában két hétig szerepelt a Mahasz Top 40-es eladási listáján, legjobb helyezése 32. volt. A három albumot magába foglaló Az évtized dalai CD-box hét héten át szerepelt a listán, legjobb helyezése 14. volt.